# Lancha motora

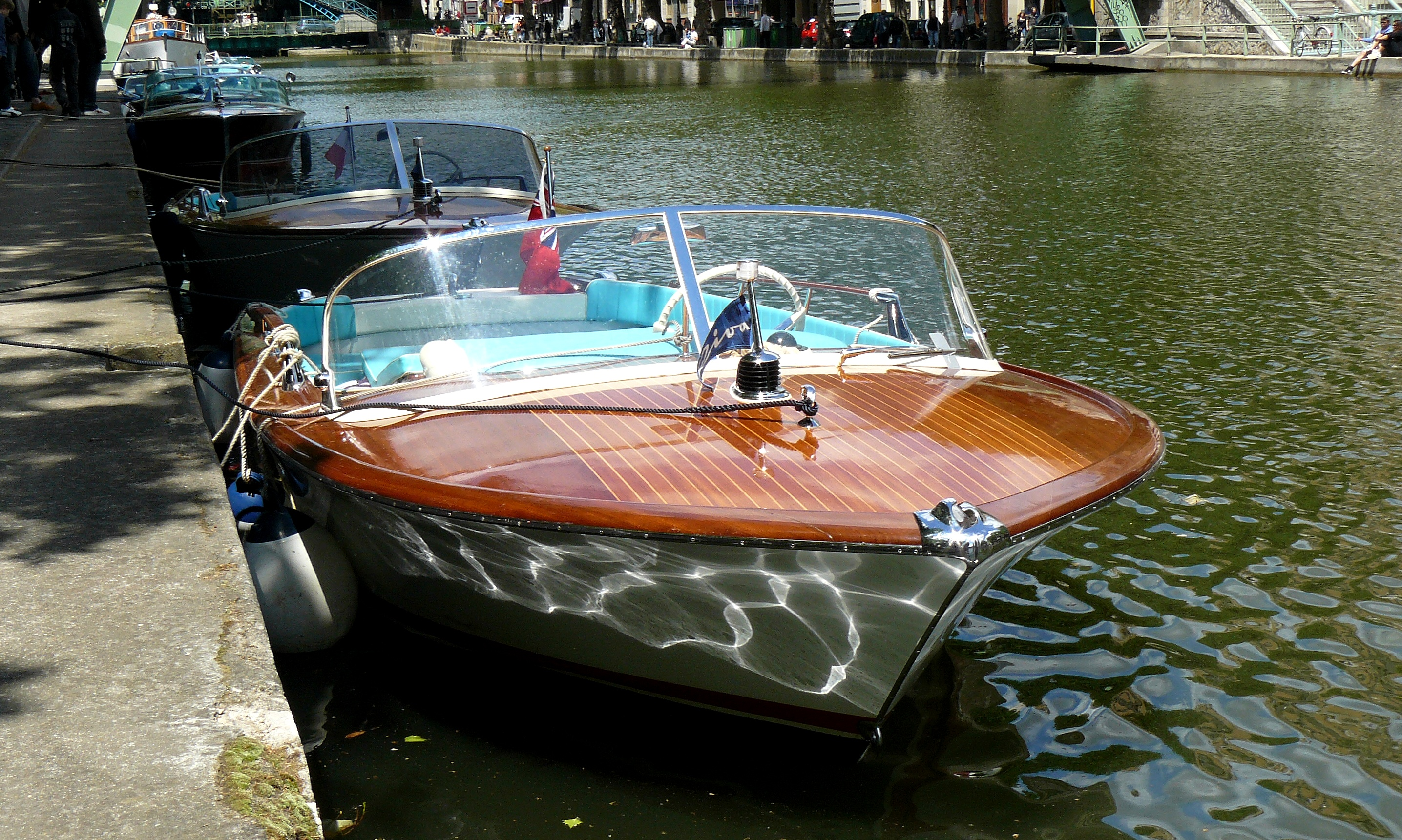
Un «Riva Junior» (1967 - 1972), lancha de madera con los lados pintados en blanco.

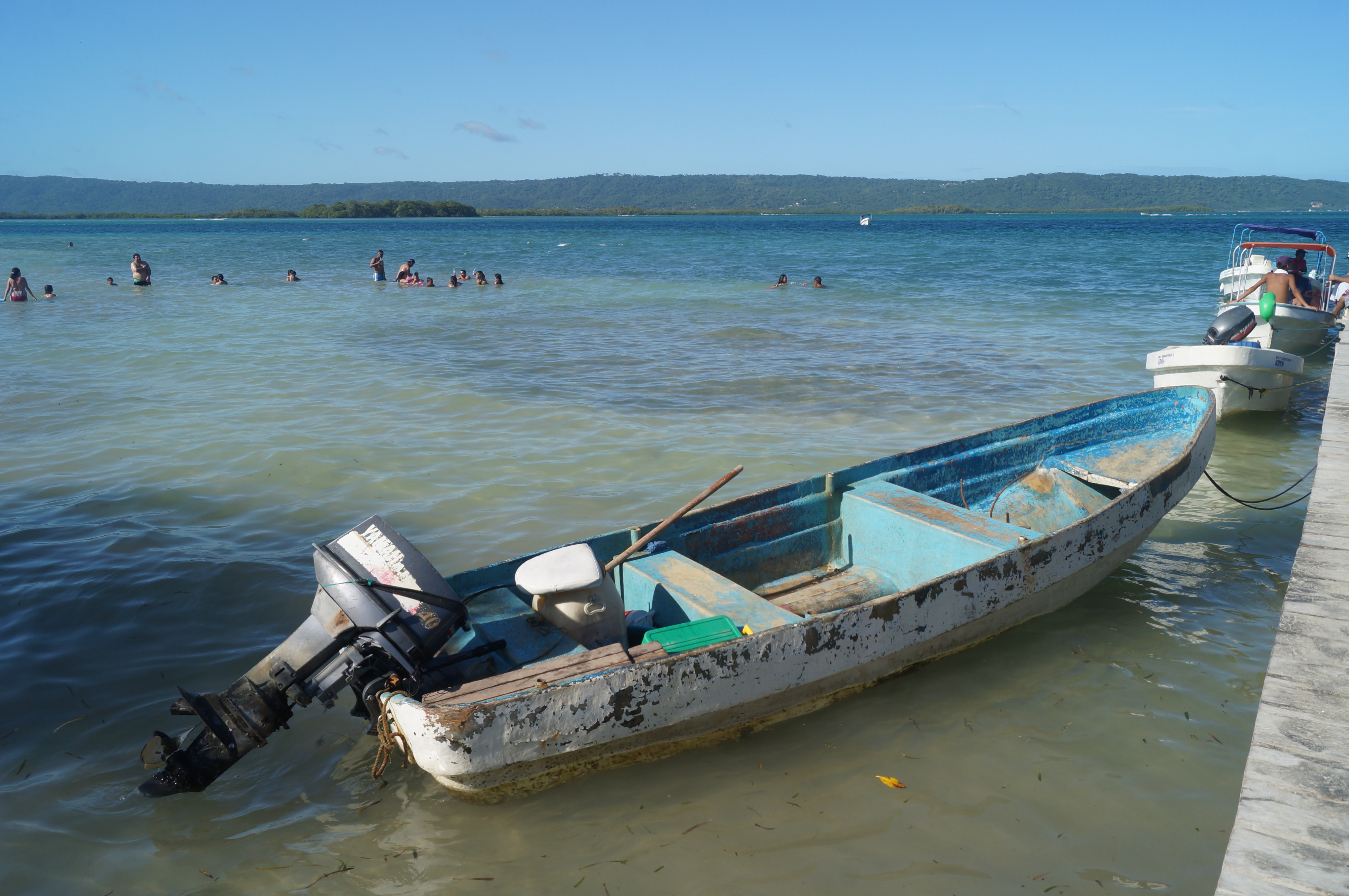
Lancha de motor

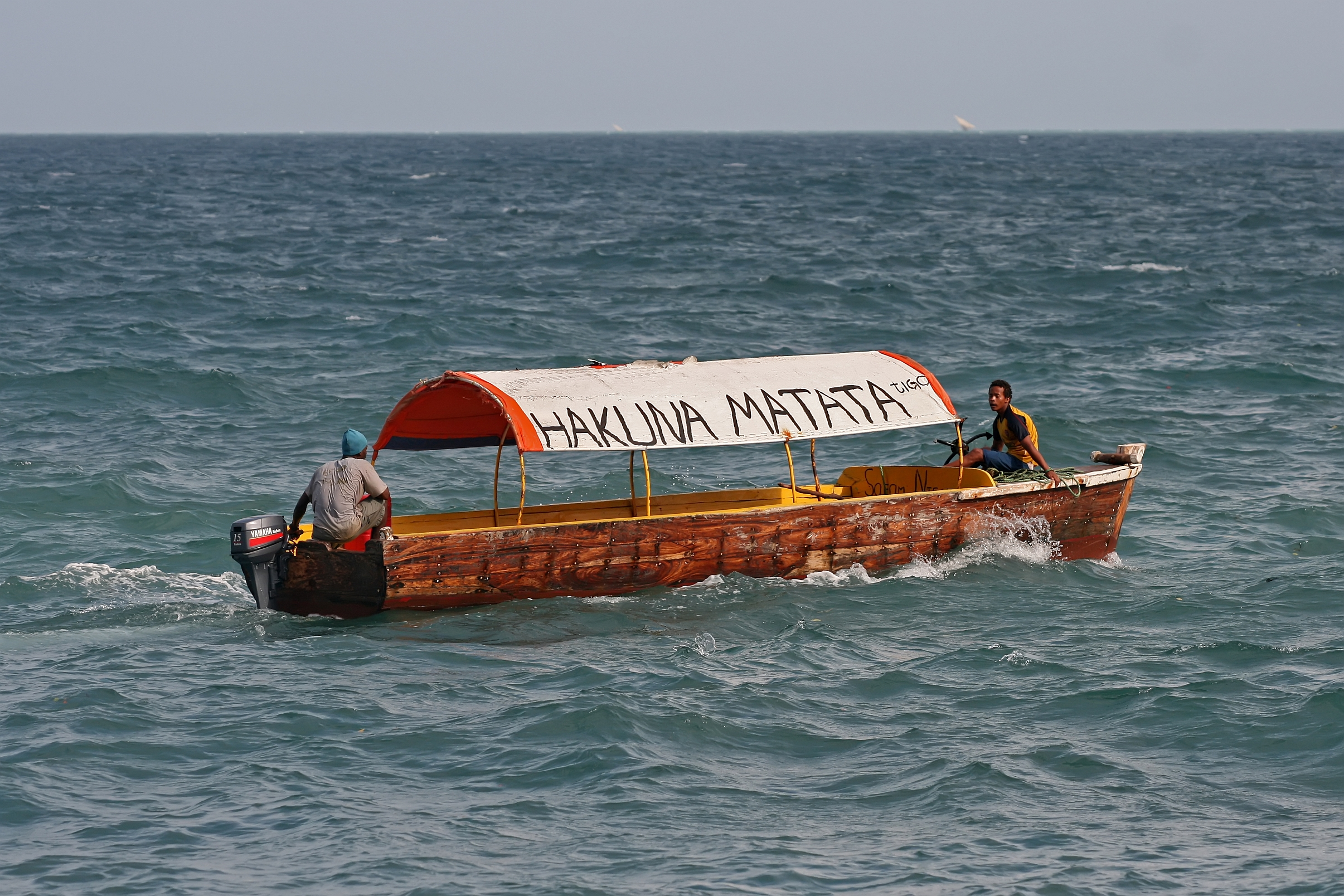
Una lancha de motor con motor fueraborda.

Se llama lancha motora o lancha de motor generalmente al bote, diferente del velero y la moto de agua, movido por un motor de combustión interna que propulsa a un reactor o una hélice. Sin embargo, el Reglamento Internacional para la Prevención de Abordajes la define como «cualquier buque propulsado por maquinaria». Una lancha rápida es una lancha motora pequeña diseñada para desplazarse rápidamente, usada en carreras, para remolcar a esquiadores acuáticos, como patrulleras, y como buques armados veloces con fines militares. Incluso las lanchas inflables con un motor que pueden servir como lanchas patrulleras o como lentos botes de pasajeros para el transporte a un buque atracado se clasifican técnicamente como lanchas motoras.
Hay tres variantes populares en cuanto a motor: interior, exterior (o fuera borda) e interior/exterior:
- Hay dos configuraciones de motor interior: transmisión directa y en V. En la transmisión directa el motor se monta cerca del centro del bote con el eje propulsor justo fuera en la popa, mientras en la transmisión en V el motor se monta en la popa mirando hacia atrás, de forma que el eje mire hacia proa, haciendo una V hacia la popa.
- El motor fuera de borda se instala en la popa del bote y contiene el motor de combustión interna, la reducción de marchas (transmisión) y la hélice.
- El motor interior/exterior es un híbrido de los anteriores, de forma que el motor de combustión interna está montado dentro del bote y la reducción de marchas y la hélice están fuera.

Las lanchas motoras cambian enormemente en tamaño y configuración, desde el tipo Boston Whaler abierto de 4 m hasta los enormes yates de lujo capaces de cruzar un océano.
Generalmente suelen poseer un volante para gobernarlas a modo de mando de timón.

## Historia

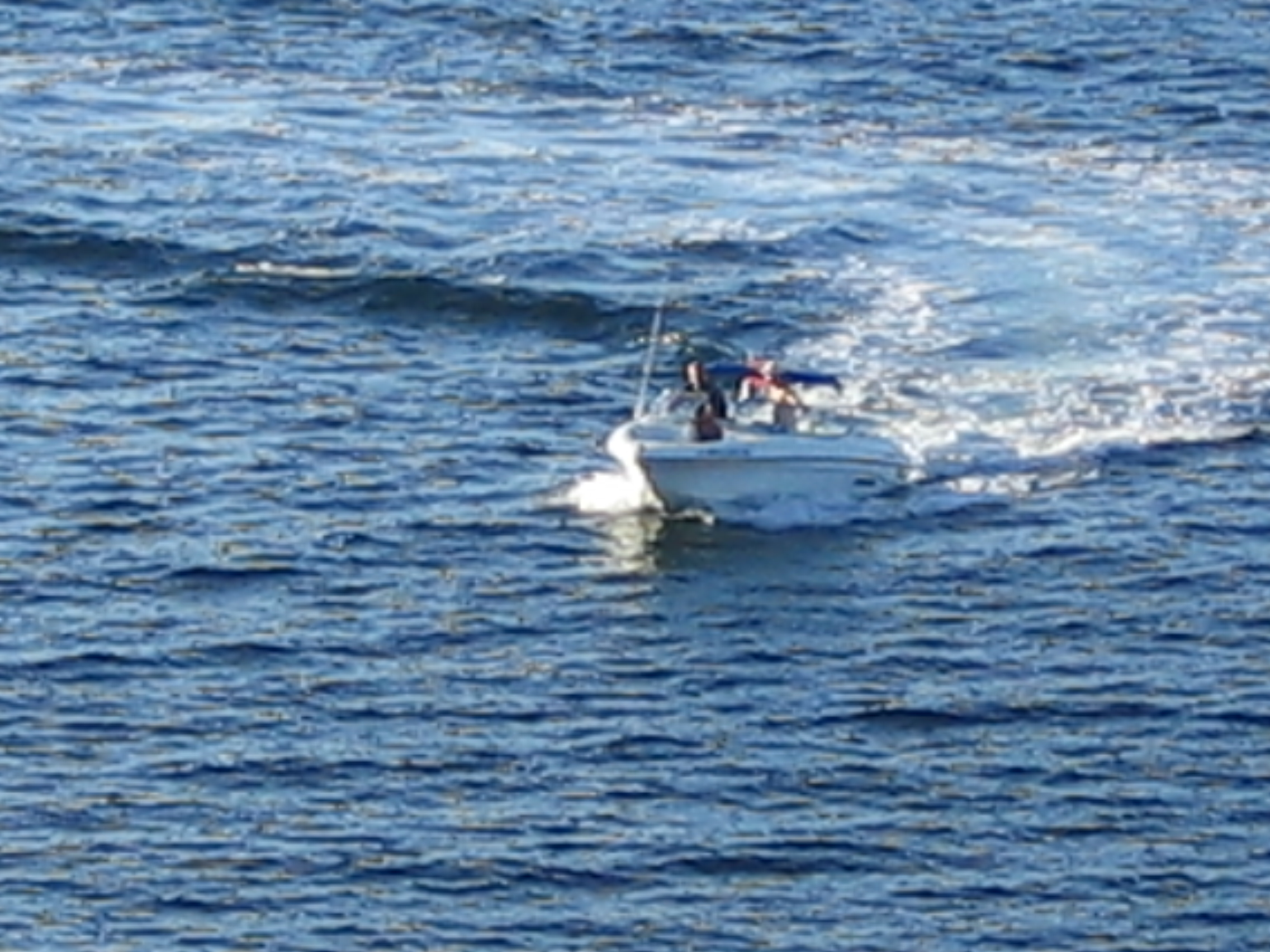
Lancha virando para entrar en el puerto deportivo de Santa Ponsa.

Aunque la hélice había sido añadida a un motor (de vapor) tan pronto como en el siglo XVIII en Birmingham (Inglaterra) por James Watt, el motor de gasolina no se desarrolló hasta la última parte del siglo XIX, momento en el que Frederick William Lanchester advirtió el potencial de combinar los dos componentes para crear la primera lancha motora británica, probada en Oxford. Más tarde en esa misma época los pescadores de San Francisco empezaron a transformar sus felucas en versiones primitivas del clíper Monterrey, conocidos también localmente como put-puts.